# Lilly Singh
Lilly Singh, nota come IISuperwomanII (Scarborough, 26 settembre 1988), è una youtuber, conduttrice televisiva e attrice canadese.

## Biografia
Ha iniziato a pubblicare video sul suo canale YouTube nell'ottobre 2010 con lo pseudonimo IISuperwomanII. Da allora il suo canale ha totalizzato più di 2 miliardi di visualizzazioni e conta circa 14 milioni di iscritti.
Da settembre 2019 è la produttrice esecutiva e conduttrice del proprio talk show in onda su NBC, A Little Late with Lilly Singh.

### Vita privata
Nel febbraio 2019 rende pubblica la propria bisessualità.

## Filmografia parziale

### Televisione
- A Little Late with Lilly Singh – programma TV, 177 puntate (2019-2021)
- Dollface – serie TV, 7 episodi (2022)
- The Muppets: Mayhem Band - serie TV, 10 episodi (2023)

programmi radiofonici
- The Best Podcast Ever with Raven and Miranda – podcast, puntata 1x7 (2023)

### Doppiatrice
- Troppo cattivi (The Bad Boys), regia di Pierre Perifel (2022)

## Opere
- How to Be a Bawse: A Guide to Conquering Life, Random House Publishing Group, 2017
- Be A Triangle, Random House Publishing Group, 2022

## Doppiatrici italiane
Da doppiatrice è sostituita da:
- Luisa D'Aprile in Troppo cattivi, Troppo cattivi 2
- Ilaria Stagni in L'era glaciale - In rotta di collisione
- Barbara De Bortoli in I Simpson
- Domitilla D'Amico in The Muppets: Mayhem Band